# Стаатс, Лео
Лео Стаатс (фр. Léo Staats; 1877—1952) — французский танцовщик, педагог и хореограф.
После окончания балетной школы Парижской Оперы (педагоги Луи Мерант и Жозеф Хансен) в 1893 году был принят в труппу Парижской Оперы. Был партнёром балерины Карлотты Замбелли.
Дважды руководил балетной труппой театра: с 1908 по 1909 и с по 1919 по 1926 годы.
С 1910 по 1913 год по приглашению Жака Руше был главным хореографом Театра искусств (Théâtre des Arts). После того, как Руше был назначен директором Гранд-опера, вместе с ним снова вернулся в Оперу.
В 1926—1928 годах работал главным хореографом шоу в нью-йоркском кинотеатре Рокси.
Ставил балеты преимущественно в неоклассическом стиле.

## Постановки на сцене Парижской оперы
- 1908: Намуна / Namouna) (музыка Лало, костюмы Ж.-П. Пиншона)
- 1909: Жавотта / Javotte (музыка Сен-Санса, декорации Амабля, костюмы Ж.-П. Пиншона)
- 1911: Испания (совместно с Розитой Маури, музыка Шабрие, декорации Муво (фр. Georges Mouveau) и Демоге (Demoget), костюмы Ж.-П. Пиншона)
- 1917: Пчёлки / Les abeilles (музыка Стравинского, декорации и костюмы Детома (фр. Maxime Dethomas))
- 1920: Тальони у Мюзетты (?) / Taglioni chez Musette (музыка Обера, Мейербера, Буальдьё и Векерлена, декорации и костюмы Детома)